# Ärkeängeln Mikaels kyrka, Lipetsk
Ärkeängeln Mikaels kyrka (ryska: Церковь Михаила Архангела; translitteration: Tserkov Mihaila Arhangela) är en rysk-ortodox kyrkobyggnad belägen vid Krasnoznamennaja 8A, i staden Lipetsk i Lipetsk oblast, i den västra delen av europeiska Ryssland.
Kyrkan är helgad åt ärkeängeln Mikael och tillhör Lipetsks stift.

## Historik
Ärkeängeln Mikaels kyrka i Lipetsk började att byggas år 2002, då grundstenen lades den 24 juni. Gudstjänsterna i den nedre delen av kyrkan började hållas den 21 november 2004.

## Bilder

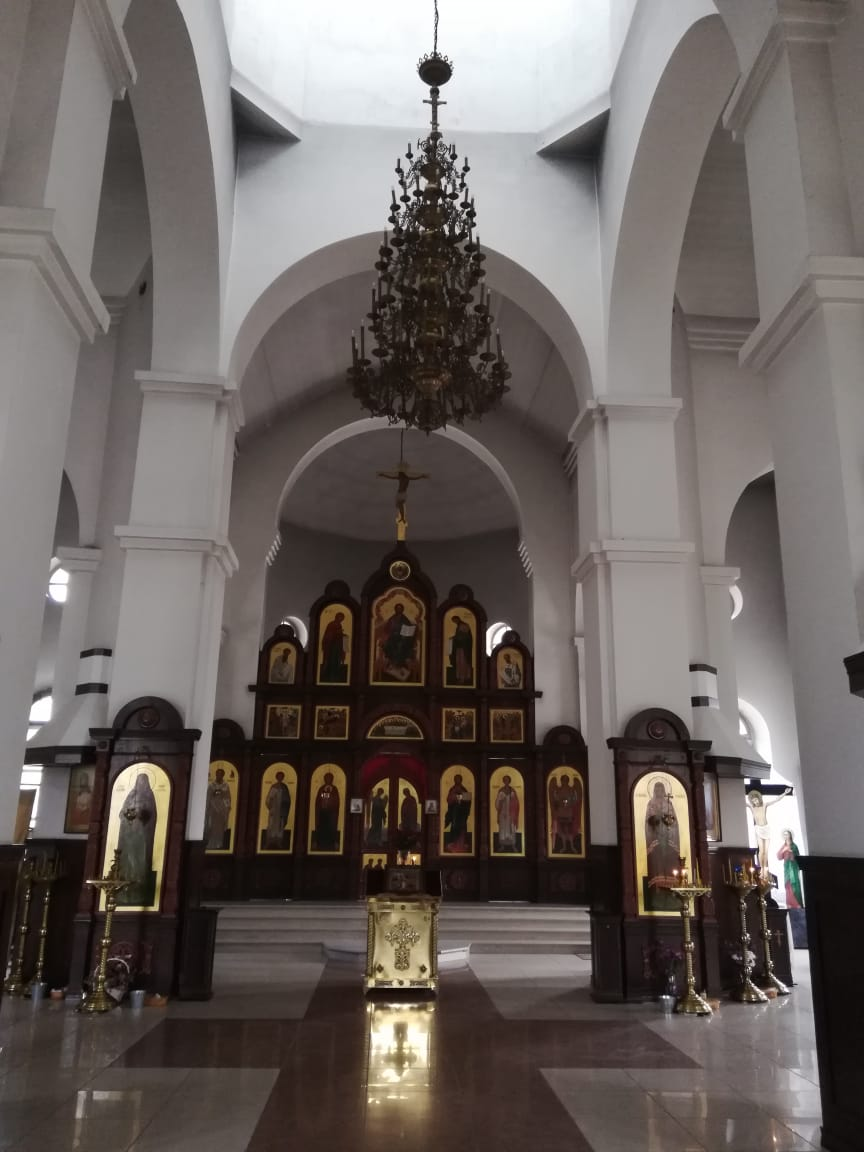
Kyrkans interiör mot ikonostasen.
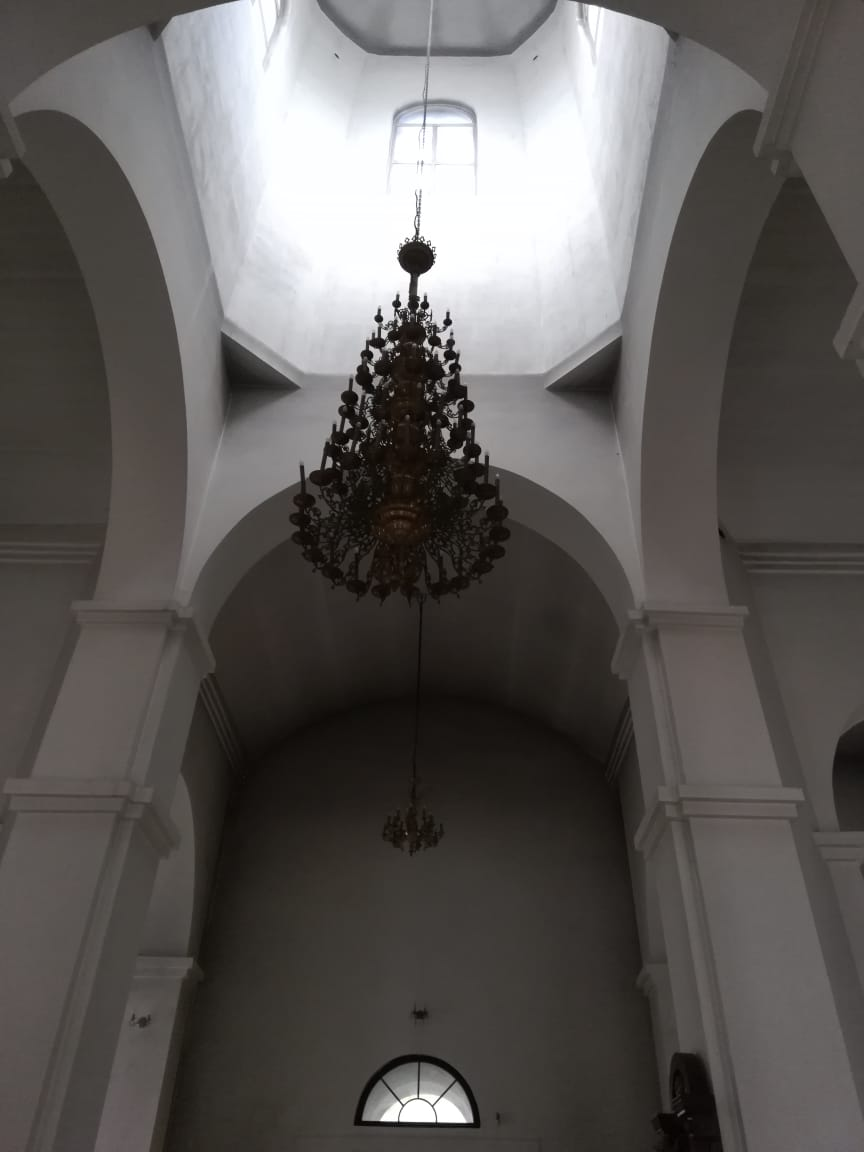
Interiören mot kupolen.
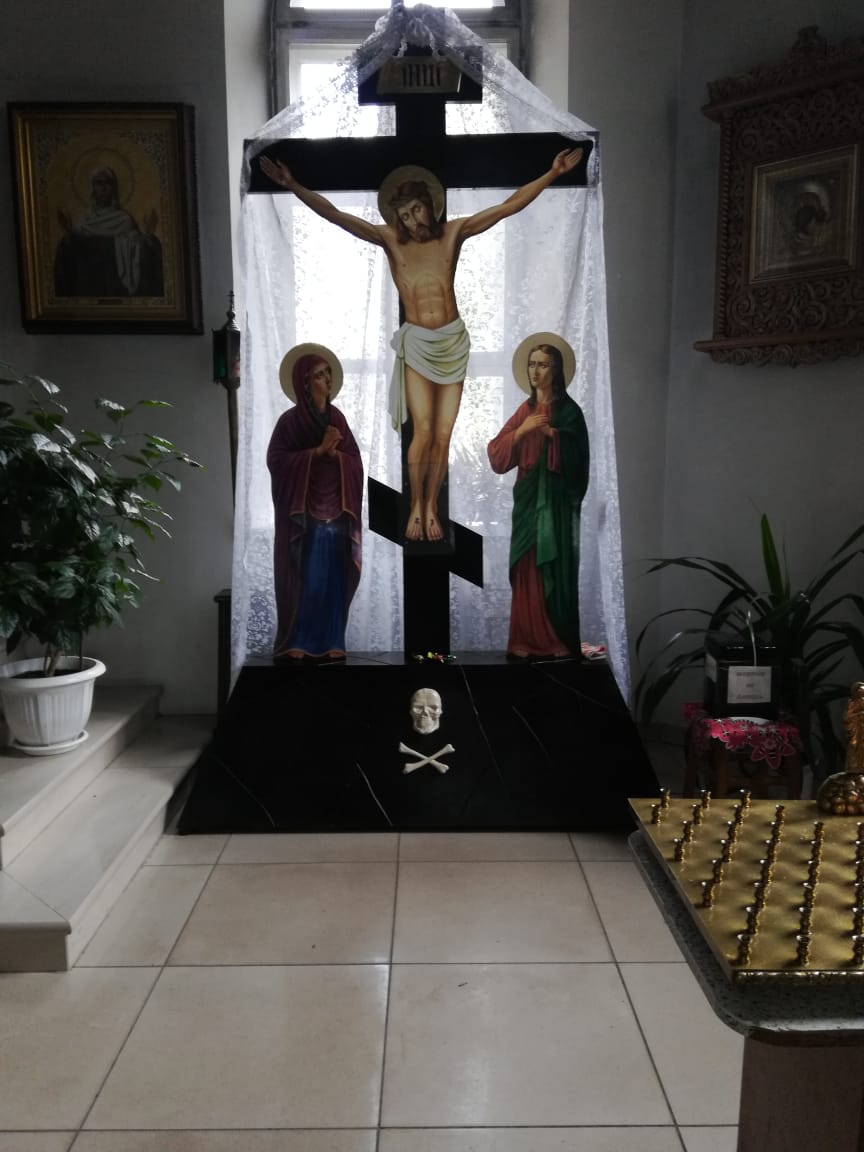
Krucifix.